# Dryckesspel

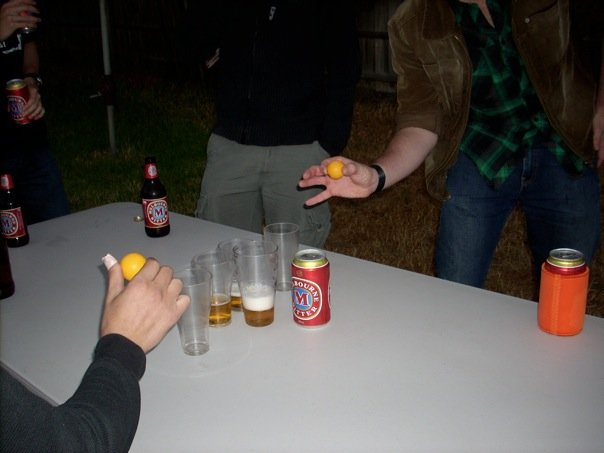
Några personer spelar dryckesspelet Jayred.

Dryckesspel, dryckeslekar eller drickspel är spel och lekar där drycker, oftast alkoholdrycker, spelar en avgörande roll. Det handlar ofta om att man får dricka en viss mängd när man misslyckas med något, eller att alla ska dricka vid ett givet tillfälle.
Dryckesspel förekommer bland annat på förfester. Målet för deltagarna är ofta att bli berusade och ha kul, snarare än att vinna.

## Dryckesspel
- Caps
- Dock inte
- Snapsens ordningsföljd
- Treman
- Ölpingis